# Гинилевич, Григорий
Григорий Гинилевич (5 февраля 1809 года, Яворов, Австрийская империя — 30 ноября 1871 года, Перемышль) — общественный и политический деятель Галичины, греко-католический священник.
Григорий Гинилевич был членом Главной Русской Рады, участник Собора русских ученых и Славянского конгресса в Праге в 1848 году. Посол в Галицкий сейм в 1861—1866 годах.

## Биография
Родился в городе Яворов в семье бедного мещанина. Учился на юридическом факультете Львовского университета, затем на богословском факультете Венского университета. В 1835—1840 годах преподавал в семинарии Святого Августина в Вене. При революции (перевороте) 1848 года в Австрийской империи — один из деятелей русинского национально-освободительного движения. Жители Яворова организовали свою самооборону, оружие для которой на собранные обществом средства довозил из Львова Гинилевич. Как член русинской делегации на Славянском съезде в Праге,  в 1848 году, добился заключения соглашения о фактическом уравнивании политических и национальных прав галицких поляков и русинов.
Основал в Яворове местную русскую раду и единственную в крае русинскую национальную гвардию (более 300 человек, преимущественно мещан-ремесленников). После 1848 года занимал несколько высших должностей в Перемышльский епархиальной администрации, способствовал основанию русинских школ. Был настоятелем сел Грушев и Стекло, впоследствии — города Яворов. C 1850 года по 1857 год был ректором грекокатолической семинарии в Перемысле.
Деятель галицкого русофильства: член Главной Русской Рады, участник Собора русских ученых и Славянского конгресса в Праге, в 1848 году.